# Universidad de Alberta
La Universidad de Alberta (U de A) es una universidad pública de investigación localizada en la ciudad de Edmonton, Alberta, Canadá. Está catalogada entre las primeras 5 universidades del país y posee más de 35 000 alumnos distribuidos entre cerca de 200 carreras de pregrado y 170 de postgrado a lo largo de sus tres campus dentro de la provincia. Es además una de las principales universidades en investigación del país.
Fue fundada en 1908 y actualmente su campus principal cubre unas 50 manzanas dentro del centro de la ciudad de Edmonton, albergando más de 90 edificios y unos 400 laboratorios de investigación, así como la segunda mayor biblioteca universitaria del país.
Las principales facultades de la universidad incluyen artes, ingeniería, ciencia, medicina y odontología, derecho, educación, agricultura, farmacia, negocios y educación física así como programas especiales como la francófona Faculté Saint-Jean y la Escuela de Estudios Nativos. De estas, destacan los estudios llevados en el campo de la medicina y la ingeniería dentro de laboratorios e institutos de investigación de categoría mundial que actualmente construye o mantiene la universidad en áreas como la investigación médica, ingeniería petrolera y nanotecnología entre los que se encuentran el Instituto Nacional de Nanotecnología, el Centro de investigación médica de la Herencia y los TRLabs.

## Historia
La Universidad de Alberta fue creada en 1906 por legislación aprobada durante la primera sesión de la cámara legislativa de Alberta tan solo un año después de que Alberta fuese elevada a provincia. Sin embargo, la universidad comenzó a operar a finales de 1908 cuando se impartieron las primeras clases con cerca de 30 estudiantes en aulas prestadas de una escuela secundaria. Para 1911 la universidad es trasladada a su propia sede, próxima al río. En 1913 ya la universidad contaba con cerca de 400 estudiantes provenientes, no solo de la provincia de Alberta, sino de las provincias vecinas e inclusive otros países, además, la infraestructura consistía de dos edificaciones en donde se ubicaban todas las instalaciones, desde los dormitorias, hasta las bibliotecas, oficinas administrativas, salones, gimnasios y cafetines y contaban ya con la construcción del tercer edificio que se convertiría en el edificio de artes.

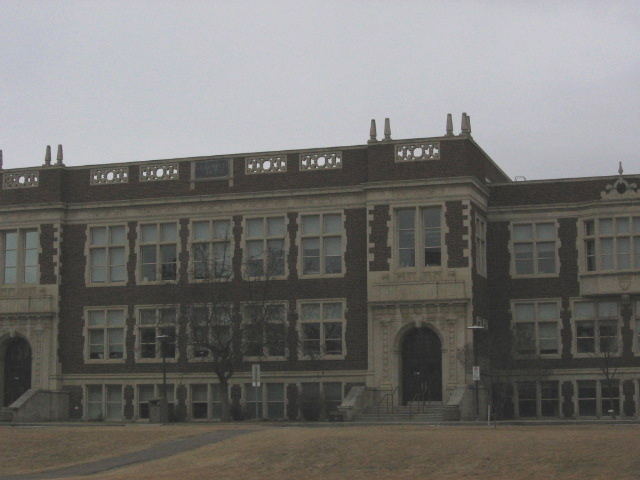
Imagen del Cobert Hall, sede de la Facultad de Medicina de Rehabilitación. Se encuentra ubicado dentro del campus principal de la Universidad.

Con el paso del tiempo, la ubicación de la universidad fue decidida conjuntamente con la evolución de Saskatchewan. (La provincia de Saskatchewan comparte la misma fecha de fundación que Alberta: 1905.) Saskatchewan tenía que complacer a dos ciudades competidoras al decidir la ubicación de su universidad provincial y de su capital. Por ello, Regina fue designada como capital de la provincia y Saskatoon recibió la universidad provincial, la Universidad de Saskatchewan. La misma acalorada discusión sobre ubicaciones tuvo lugar en Alberta entre las ciudades de Calgary y Edmonton. Al fin, Edmonton fue designada capital de Alberta. Una ciudad al sur de Edmonton se hizo con la universidad provincial. No obstante, no fue Calgary. En su lugar, la ciudad de Strathcona, situada al sur al otro lado del río de Edmonton, recibió la universidad provincial. Los municipios de Edmonton y Strathcona se fusionaron posteriormente, en 1912, en lo que ahora es la ciudad de Edmonton. Y hasta ahora, los habitantes de Calgary se sienten frustrados por este desliz político.()
Gracias a la expansión económica de la provincia en los últimos años, la universidad ha tenido un ritmo de crecimiento notable ofreciendo nuevas carreras y cursos de pregrado y postgrado y abriendo nuevas instalaciones dentro de sus campus en Edmonton y el resto de la provincia de Alberta. En el año 1983, la Universidad albergó en conjunto con la ciudad las XII Universiadas ampliando notablemente la infraestructura deportiva de la universidad.

## Datos académicos
La Universidad de Alberta tiene aproximadamente 35 000 estudiantes, 5800 de ellos en estudios de graduación, de los que alrededor de 3000 son de procedencia internacional de 121 países. La universidad tiene una plantilla académica de 3200 personas con una plantilla administrativa y de apoyo de 5000 personas. Los profesores de la universidad han ganado más 3M Teaching Fellowships (la más importante condecoración canadiense para la excelencia en enseñanza para no graduados) que ninguna otra universidad canadiense. Su biblioteca es la segunda mayor entre las universidades del oeste de Canadá, la (Universidad de la Columbia Británica tiene la mayor en el Oeste del Canadá y la Universidad de Toronto tiene la mayor de todo Canadá). Además, la de la U de A es la primera en volúmenes por estudiante con más de 6 millones de ejemplares.
La universidad ofrece educación postsecundaria con alrededor de 200 programas para no graduados y 170 para graduados. Las tarifas de matriculación y enseñanza, tanto para los semestres de verano o de invierno, suponen más de CA$ 5200 para un estudiante no graduado típico. La Universidad de Alberta ha cambiado la puntuación de 9 puntos por la más común de 4 puntos.

## Facultades

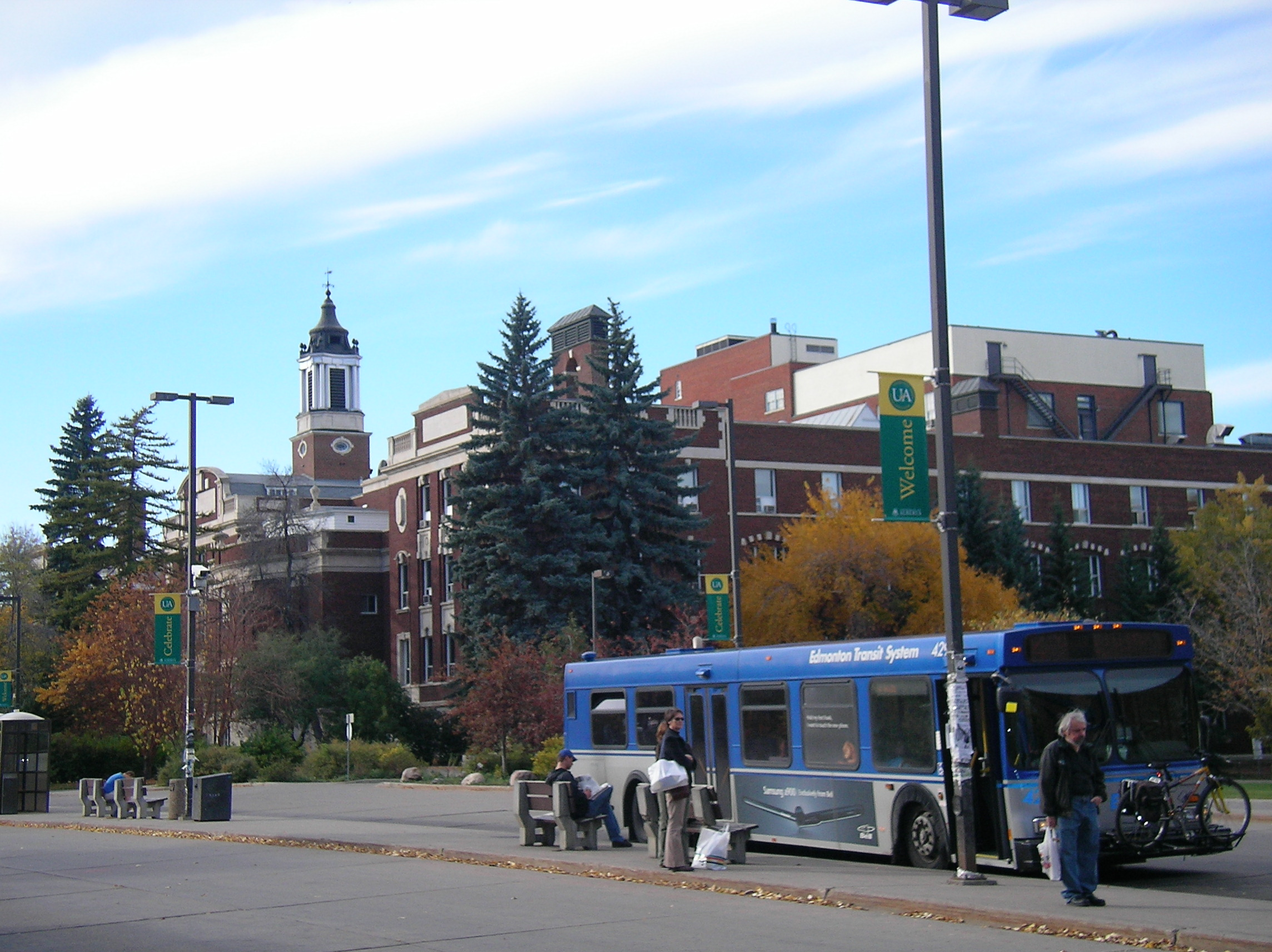
Imagen del Centro de Odontología y Farmacia, uno los principales edificios dentro del campus principal de la Universidad de Alberta.

La Universidad está compuesta por 16 facultades o escuelas y dos institutos afiliados:
Facultad de Agricultura, Forestal y Economía Nacional
La facultad de Agricultura, Forestal y Economía Nacional está compuesta por cuatro departamentos y cerca de 1500 estudiantes, cuenta con su sede principal dentro del campus principal de Edmonton y posee además, cuatro estaciones de investigación de animales fuera del campus así como el control del jardín botánico del Devónico.
Facultad de Artes
La facultad de artes la facultad más antigua dentro del campus principal así como una de las mayores a menudo considerándosele como una universidad dentro de la Universidad de Alberta, alberga a más de 6000 estudiantes dentro de sus 14 departamentos que ofrecen cursos de pregrado como de posgrado.
La facultad de arte posee ocho edificios en donde se albergan los departamentos, entre los cuales se destacan el Edificio de Artes al ser la tercera edificación construida en el campus principal de la universidad en 1912.
Facultad Augustana
La Facultad Augustana fue una antigua universidad fundada en 1910 con el nombre de Universidad Luterana de Camrose, y para el año 1959 pasó a ser una institución afiliada a la universidad, sin embargo, en 1985 fue privatizada siendo la primera de su tipo en la provincia. Se convirtió en una facultad/campus de la universidad en 2004, manteniendo su estilo liberal y su base de unión con la comunidad donde se ubica. Actualmente ofrece carreras relacionadas con las artes y las ciencias para 1.046 estudiantes.
Escuela de Negocios
La Escuela de Negocios es una de las más antiguas y destacadas facultades de la universidad, posee 4 departamentos y bajo su dependencia se encuentran más de una decena de institutos y centros de investigación y desarrollo financiero. Ofrece 5 carreras entre pregrado y postgrado de las que se destacan la licenciatura en comercio.
Facultad de Educación
La facultad de educación fue la primera en su tipo en Canadá y es actualmente reconocida entre las más importantes de Norteamérica. La facultad fue fundada en 1942 y actualmente posee más de 3400 estudiantes a nivel de pregrado distribuidos en 9 diferentes carreras así como otros 750 estudiantes a nivel de postgrado y cerca de 300 empleados entre personal administrativo y profesores convirtiéndola en una de las mayores facultades dentro de la universidad.
Facultad de Ingeniería
La facultad es igualmente una de las facultades más antiguas de la universidad con más de 90 años de historia, posee más de 4400 estudiantes entre pregrado y postgrado y es reconocida por su calidad entre las primeras de Canadá. La facultad está dividida en 8 departamentos en donde se presentan 16 carreras de pregrado y otro número más de postgrado, entre ellas Ingeniería petrolera, la cuasl es actualmente una de las carreras más importantes de la zona dado el impulso que ha tomado la actividad petrolera en la provincia.
Facultad de Extensión
La facultad de Extensión inicialmente fundada en 1912 como un departamento y elevada a facultad en 1975, está dedicada a la extensión del conocimiento en las áreas donde el mismo es más limitado y ofrece cursos y programas dirigidos al público en general atrayendo a más de 20 000 estudiantes al año.
Facultad Saint-Jean
La facultad de Saint-Jean es considerada a su vez como un campus alterno, ofrece diversos cursos y carreras dictados en francés a menudo en conjunto con las demás facultades de la universidad como la facultad de ingeniería o de enfermería y cuenta con cerca de 600 estudiantes en el primer ciclo y otros 86 en el segundo ciclo.
La facultad fue fundada en Pincher Creek en 1908 por los Misioneros Oblatos de María Inmaculada como escuela y fue trasladada a Edmonton en 1911, se mantuvo como una escuela hasta 1943 cuando se transformó en una escuela técnica y luego en un colegio universitario en 1970. Finalmente el colegio se unió a la universidad quedando como una facultad adjunta de la misma y como el segundo campus de la misma dentro de la ciudad en 1977.
Facultad de Estudios Graduados e Investigación
La Facultad de Estudios Graduados e Investigación es la principal facultad encargada de manejar el campo de investigación dentro de la universidad y coordina los programas de Doctorado y Máster ofreciendo más de 170 programas en 300 áreas de investigación. Durante 12 años, la facultad ha producido más de 1000 inventos y cerca de 350 patentes a nivel mundial con más de 13 000 estudiantes graduados.
Facultad de Derecho
La Facultad de Derecho está entre las facultades más antiguas de la universidad y es además la facultad de derecho más antigua del occidente de Canadá siendo fundada en 1912. Actualmente la facultad posee una matrícula estudiantil de aproximadamente 500 estudiantes de pregrado y postgrado aunque está en proceso el aumento de la capacidad con la contratación de más personal.
La facultad cuenta con la biblioteca John A. Wier Memorial, la cual se encuentra entre las mayores de derecho de toda Canadá, con cerca de 300.000 volúmenes. Distintos famosos estudiantes han salido de esta facultad, entre los que se cuentan tres magistrados de la Corte Suprema de Canadá y otros tantos miembros del poder judicial provincial así como una docena de ganadores de importantes de premios internacionales y locales.
Escuela de Bibliotecas y Estudios de Información
La escuela de bibliotecas y Estudios de Información es una dependencia de la Facultad de Información y lleva la organización de las bibliotecas de la universidad así como estudios referentes al tema. La escuela fue abierta en 1969 y actualmente ofrece 2 carreras de pregrado.
Facultad de Medicina y Odontología
La Facultad de Medicina y Odontología es una de las 17 facultades especializadas en dicho ramo en toda Canadá. La facultad está dividida en 19 departamentos especializados en las distintas áreas de la medicina y ofrece 12 carreras de pregrado. Posee cerca de una decena de instalaciones y edificaciones así como mantiene distintos organismos entre los que se cuentan el Instituto del Cáncer y el Centro Nacional de Resonancia Magnética Nuclear.
Facultad de Estudios Nativos
La Facultad de Estudios Nativos ofrece estudios relacionados con las culturas aborígenes de Canadá siendo una de las primeras en su tipo en el país, ofreciendo 5 carreras de pregrado concernientes al lenguaje nativo, forma de gobierno, educación, etc.
Facultad de Enfermería
La Facultad de Enfermería ofrece cursos de pregrado y postgrado a más de 600 estudiantes y funcionó como una Escuela dependiente de la Facultad de Medicina durante sus inicios. Antes de ser escuela, los primeros pasos de la enseñanza de enfermería dentro de la universidad fueron dados en entre 1918 y 1922 cuando se ofrecían cursos de enfermería de unos 3 meses de duración dentro de las instalaciones del Hospital Universitario, actualmente, se dictan 6 carreras de pregrado dentro de la facultad.
Facultad de Farmacia y Ciencias Farmacológicas
La facultad comenzó como un departamento de la facultad de Medicina en 1914 y fue elevado a escuela dentro de la facultad de Artes y Ciencias en 1917 volviendo a ser transferida a la facultad de Medicina veintidós años después y obtuvo el estatuto de facultad en 1955 ofreciendo la carrera de farmacia de 4 años de duración siendo la primera en hacerlo en todo el Imperio británico. Para el año 2006 la facultad poseía 480 estudiantes de pregrado y otros 47 de postgrado ofreciendo entre otras los estudios de farmacia de 5 años de duración.
Facultad de Medicina de Rehabilitación
La facultad de Medicina de Rehabilitación formó parte de la facultad de Medicina y actualmente está dividida en 3 departamentos, ofrece estudios de pregrado y postgrado en diversas áreas terapéuticas.
Facultad de Educación Física y Recreación
La Facultad de Educación Física fue fundada en 1964 siendo la primera de su tipo dentro de toda Canadá y la Commonwealth. Cuanta para el último año con aproximadamente 1000 estudiantes distribuidos 900 en carreras de pregrado y el resto en postgrado. La facultad posee 4 complejos deportivos entre los que destacan el Van Vliet Centre y el The Universiade Pavilion contando el primero con instalaciones para hockey, fútbol, gimnasia, natación, etc mientras que el segundo, construido para albergar los Juegos Universitarios de 1983 alberga la pista de atletismo e instalaciones par voleibol, hockey de pasto y fútbol.
Facultad de Ciencia
La Facultad de Ciencia se cuenta entre las de mayor matrícula estudiantil de la universidad con cerca de 7100 estudiantes repartidos entre carreras de pregrado y postgrado dependientes de 7 departamentos, es reconocida a nivel nacional por el grado de sus profesores y el nivel de investigación que posee, contando con un presupuesto de más de $ 67 millones al año.
St. Joseph's College
El St. Joseph's College es un instituto universitario afiliado a la universidad y ubicado dentro del campus principal de la misma. Fue fundado por la comunidad católica en 1926 gracias al apoyo del entonces primer presidente de la universidad, Henry Marshall Tory. El instituto surgió de la necesidad de ofrecer educación cristiana de pregrado en continuación de la educación que ya se impartía hasta secundaria. La Organización de los hermanos cristianos tomó la administración del instituto, ofreciendo estudios de ética, filosofía y apología cristiana.
En 1963 la administración del instituto cae sobre la congregación de St Basilio luego de que los hermanos cristianos renunciaran al control del instituto, en ese momento y durante las próximas décadas, comienza la expansión que llevaría a ofrecer una mayor diversidad de carreras y matrícula estudiantil.
St. Stephen's College
El St. Stephen's College es un instituto teológico ecuménico establecido entre los años 1968 y 1971 gracias al esfuerzo de diversos voluntarios, está ubicado en el campus principal de la universidad y ofrece cursos de pregrado presencial así como a distancia desde 1995. Es reconocida por sus métodos no tradicionales de enseñanza.

## Campus

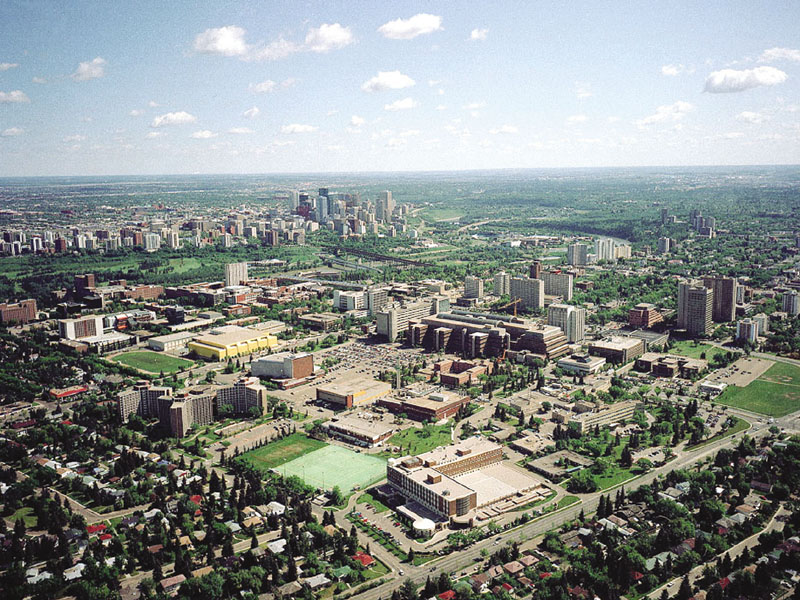
Imagen del campus principal de la Universidad de Alberta en el centro de Edmonton.

Actualmente la universidad posee tres campus distribuidos dentro de la provincia de Alberta, el Campus Riverside (o Principal) (que fue la ubicación inicial de la Universidad de Alberta, situado en las orillas del río Saskatchewan del Norte), el Campus Saint-Jean (un campus satélite situado cerca de 10 km al este del Campus Riverside), y el Campus Augustana (situado en Camrose, Alberta, una pequeña ciudad en la Alberta rural cerca de 100 km al sudeste de Edmonton). La Faculté Saint-Jean, con base en el Campus Saint-Jean, es la única institución postsecundaria francófona al oeste de Manitoba. En 2004, el antiguo Colegio Universitario Augustano de Camrose se fusionó con la Universidad de Alberta, creando de este modo la Facultad Augustana, ubicada en el Campus Augustana.

### Futuro
Hay planificados dos nuevos campus en la ciudad de Edmonton. El campus Sur se ubicará a unos pocos kilómetros al sur del actual campus principal, enlazado a este mediante una línea de ferrocarril ligero actualmente en construcción. Se situará cerca del actual Centro Deportivo de Foote Field and Saville. Un campus en la ciudad también se abrirá en la orilla norte del río Saskatchewan del Norte en el núcleo urbano de Edmonton. Ocupará los edificios históricos que antes había ocupado la Compañía de la Bahía de Hudson.

### Otras edificaciones
Aparte de los campus actualmente en construcción, como parte de la expansión de la universidad, muchos otros edificios e instalaciones alternas han comenzado a ser levantadas dentro de los campus ya existentes e inclusive algunas ya están próximas a ser concluidas. Además, se prevé la remodelación y expansión del Hospital Universitario de Alberta. Muchos de los nuevos edificaciones recientemente completados fueron construidos sobre antiguos sitios de parqueo(lo cual dificulta el proceso de parqueo en la actualidad).
Uno de los mayores proyectos incluye la construcción de un edificio conocido como el Centennial Centre for Interdisciplinary Science (CCIS) destinado a ser usado mayormente por la facultad de ciencias. Se espera que este proyecto esté concluido para el 2010. Para construir este edificio se tuvo que demoler tres antiguas edificaciones. Entre estas tres se incluye el Ala-V(un edificio de un solo piso con no más de diez salas de lectura), el edificio de Avadh Bhatia Physics(parte del departamento de Física donde los estudiantes pasaban laboratorio y clases) y el Centro de investigaciones subatómico. Muchas de las clases han sido relocalizadas a otros edificios.

## Reputación
La Universidad de Alberta está clasificada como una de las cinco más importantes de Canadá, junto con la Universidad de Toronto, Universidad McGill y la Universidad de la Columbia Británica.
- El suplemento de educación superior del Times, clasifica las escuelas canadienses entre las 200 más importantes del mundo en este orden (mundial (enlace roto disponible en Internet Archive; véase el historial, la primera versión y la última).) (puesto de clasificación entre paréntesis):

- Clasificación Académica Mundial de Universidades () Las 6 universidades canadienses más importantes (clasificación mundial entre paréntesis):

- Newsweek (edición internacional) () clasificación de las primeras 5 universidades de Canadá (posición a nivel mundial entre paréntesis):

- Maclean’s (), una revista canadiense, sitúa a la Universidad de Alberta entre las 5 más prestigiosas de Canadá.

La Universidad de Alberta, junto con otras 22 universidades, ha decidido no participar de la siguiente clasificación de esta revista debido a que las clasificaciones anteriores no eran confiables.
La continua expansión económica de Alberta, motivada principalmente por los altos precios de la energía, ha provocado unos superávits fiscales multimillonarios. Esto ha llevado a la promulgación del Decreto 1 del gobierno del partido conservador, por el que se promete crear un fondo de $4,5 millones para las instituciones postsecundarias de Alberta. Dadas las condiciones crecientes de la economía de Alberta, se ha propuesto que la Universidad de Alberta inicie el siglo XXI con el propósito de convertirse en una de las 20 universidades más importantes del mundo para el año 2020.

## Investigación
La Universidad de Alberta, que alberga más de 200 diferentes laboratorios de investigación, es una de las principales universidades de investigación en Canadá. Desde 1988, la Universidad de Alberta ha recibido más de $2,6 millardos de fuentes externas para investigación. Los investigadores médicos de la universidad desarrollaron el Protocolo Edmonton, que es un nuevo tratamiento para el tratamiento de la diabetes de tipo 1 y que permite que los diabéticos rompan su dependencia de la insulina. Actualmente, se encuentra en construcción el nuevo Instituto Nacional de Nanotecnología (NINT) con un presupuesto de $52 millones, en un proyecto conjunto del Gobierno del Canadá, el Consejo Nacional de Investigación del Canadá, el Gobierno de Alberta, y la Universidad de Alberta. Una vez esté finalizado, el edificio de 21.086 metros cuadrados será una de las instalaciones más avanzadas tecnológicamente a nivel mundial. Además la Universidad de Alberta es miembro del grupo G10 de Universidades del Canadá que está integrado por las universidades punteras en investigación.

## Atletismo
La Universidad de Alberta está representado en el Deporte Canadiense Interuniversitario por el equipo masculino de los Alberta Golden Bears y el equipo femenino de las Alberta Pandas.
Entre los deportes con equipo oficial se cuentan para el sexo masculino el fútbol, baloncesto, hockey, fútbol americano y voleibol, mientras que para el sexo femenino hay equipos oficiales de baloncesto, rugby, Hockey sobre hierba, hockey, fútbol y voleibol, aunque otros deportes son practicados y poseen equipos sin distinción de sexo dentro de la universidad siendo estos la natación, lucha, atletismo, tenis, entre otros.
Las Panda son una potencia dominante en el hockey universitario femenino. Han ganado en la Canadá West Conference 7 veces en los 8 años de competición. Además han conseguido el campeonato cinco veces en los últimos siete años. Han ganado la medalla de oro en los años 2006, '04, '03, '02, y '00, así como un par de medallas de plata ('05, '99) desde su participación en los campeonatos en 1997-98. Cuando las Pandas perdieron un partido del campeonato en marzo de 2005, acabaron con un palmarés de 110 partidos sin conocer la derrota (109-0-1).
El equipo de hockey de los Golden Bears ha jugado las finales de la copa universitaria, ganando, en un récord sin precedentes, 12 veces. Su más reciente victoria ha sido contra los Lakehead University Thunderwolves. Cada otoño el equipo juega contra los recientemente incorporados de los Edmonton Oilers. En 2005 ganaron el partido por 5-4, lo que supuso cinco victorias consecutivas para los Bears.
Por otro lado, por su condición de antigua universidad, la facultad Augustana posee su propio equipo deportivo, los Vikings que se desempeñan en diversos deportes como baloncesto, voleibol, hockey, biatlón, curling, esquí nórdico y carrera de campo.

## Universitarios
Desde el inicio de la universidad, importantes personalidades han participado en ella como alumnos o profesores, provenientes en gran parte del extranjero y habiendo ganado importantes reconocimientos internacionales así como ocupado grandes cargos tanto públicos como privados.

### Rectores
El rector universitario es el máximo cargo administrativo y académico de la universidad, este es elegido según el acta universitaria por el Senado de la universidad, que por medio de 3 de sus miembros en conjunto con 3 miembros del consejo estudiantil y 3 miembros más del consejo de facultades se encargan de seleccionarlo de entre los postulados. El cargo de rector es elegido por un periodo de 4 años no renovable. Durante su casi centenario de historia, la universidad ha sido dirigida por 18 rectores:
- Charles Allan Stuart (1908 - 1926)
- Nicolas Dubois Dominic Beck (1926 - 1927)
- Alexander Cameron Rutherford (1927 - 1942)
- Frank Ford (1942 - 1946)
- George Fred McNally (1946 - 1952)
- Earle Parkhill Scarlett (1952 - 1958)
- Laurence Yeomans Cairns (1958 - 1964)
- Francis Philip Galbraith (1964 - 1970)
- Louis Armand Desrochers (1970 - 1974)
- Ronald Norman Dalby (1974 - 1978)
- Jean Beatrice Forest (1978 - 1982)
- Peter Savaryn (1982 - 1986)
- Tevie Harold Miller (1986-1990)
- Sandy Auld Mactaggart (1990-1994)
- Louis Davies Hyndman (1994-1998)
- Lois Elsa Hole (1998-2000)
- John Thomas Ferguson (2000-2004)
- Eric P Newell (2004-presente)

### Alumnos destacados
- Nathan Braun Autor y activista canadiense (1999 Presidential Scholar, de la Facultad Augustana)
- Joe Clark, anterior primer ministro del Canadá.
- Wayne Gretzky, Antiguo jugador de la National Hockey League
- Raymond U. Lemieux, Investigador químico ganador del Premio Wolf de Química (1999) y del Albert Einstein World Award of Science, 1992
- Peter Lougheed, Anterior Premier de Alberta
- Pat Binns, Premier de la isla del Príncipe Edward
- Preston Manning, fundador y anterior dirigente del Partido Reformista del Canadá.
- Joseph B. Martin, decano de la Harvard Medical School
- Don Mazankowski, anterior adjunto al primer ministro
- Beverley McLachlin, fiscal del Canadá
- Roland Michener, antiguo gobernador general del Canadá
- W.O. Mitchell, autor canadiense
- George Stanley, diseñador de la bandera del Canadá
- Tak Wah Mak, Biólogo molecular
- Richard E. Taylor, Condecorado con el Premio Nobel
- Timothy Taylor, Autor canadiense
- Robert Steadward, Antiguo Presidente del Comité Paralímpico Internacional
- David Emerson, Ministro de Comercio Internacional
- Rona Ambrose, Ministro de Medio Ambiente
- Jim Prentice, Ministro de Asuntos Indios
- Bryan Tracy, Presidente y director ejecutivo de Bryan Tracy International